# 方团水电站
方团水电站（方团水库），位于江西省弋阳县。梯级开发，共有四级，一级站始建建成于1970年代，由省水利系统几名下放干部设计和组织施工。一级站位于港口镇罗家村。